# Пабліцитний капітал
Пабліци́тний капіта́л — якісна та кількісна сукупність всієї інформації, що відома про об'єкт громадськості, яка вимірюється в грошовому еквіваленті. Одне з основних завдань PR-фахівців є збільшення пабліцитного капіталу. В певному сенсі поняття «пабліцитний капітал» близьке поняттю «нематеріальні активи підприємства». Розкручений бренд має у декілька разів більше нематеріальних активів, ніж матеріальних.